# Шаутбенахт

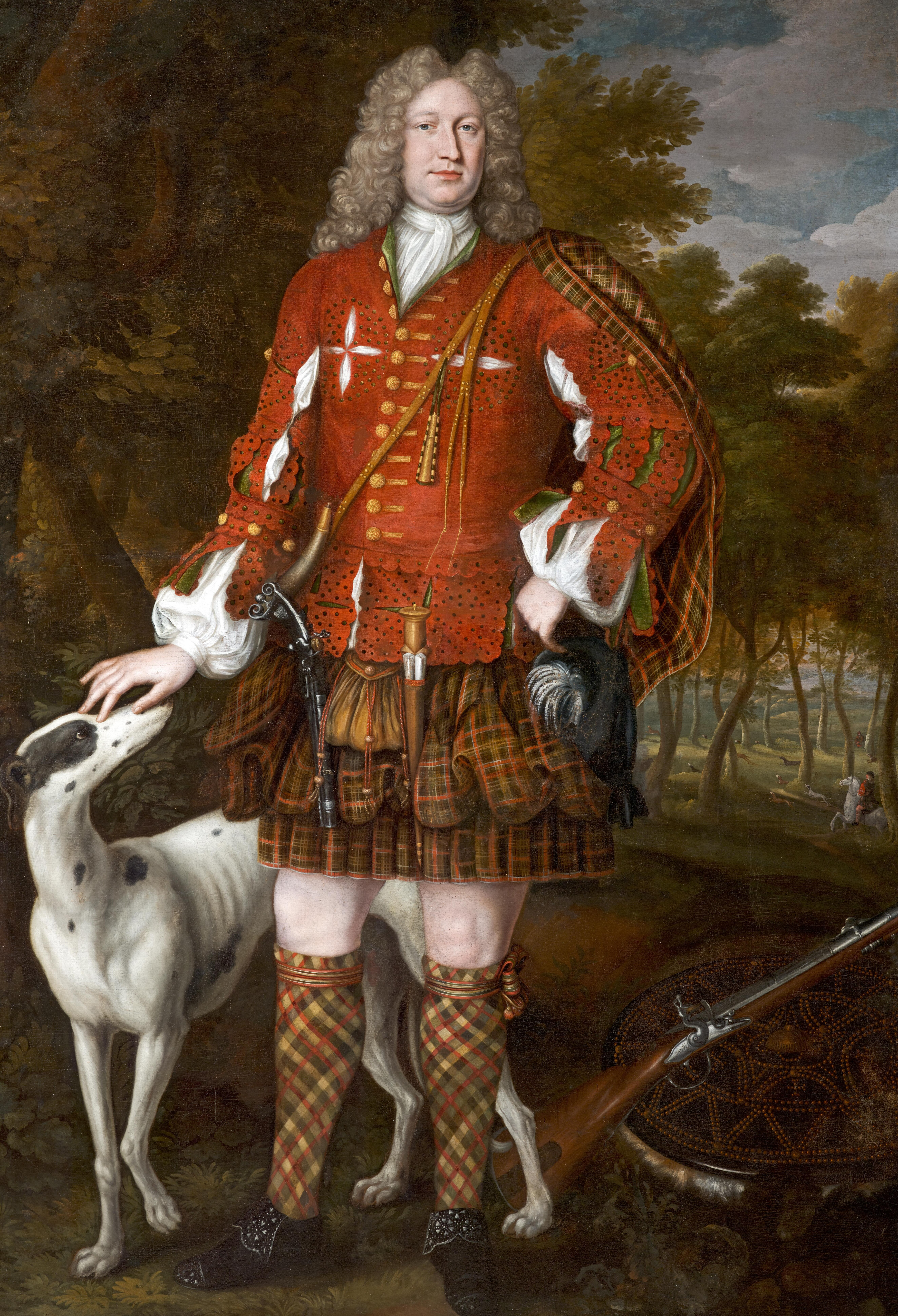
Кеннет Сазерленд, шаутбенахт русского флота.

Шаутбена́хт (нидерл. schout-bij-nacht, произношение [ˈsxʌu̯d bɛi̯ ˈnɑxt] — «в ночь смотрящий»), или шаубена́хт, — первично — адмиральский военно-морской чин в Нидерландах (четвёртый, после адмирала, лейтенант-адмирала и вице-адмирала), соответствующий генерал-майору, а в других флотах мира — контр-адмиралу. До XVII века шаутбенахтом называли офицера, ответственного за несение и организацию ночной службы, после — любого старшего офицера флота рангом ниже вице-адмирала.
Один из самых известных нидерландских адмиралов Корнелиус Тромп (1629—1691) участвовал в большинстве прославивших его сражений в чине шаутбенахта, хотя иногда командовал всем флотом Нидерландов и Дании.
В России чин шаутбенахта был введён как младшее адмиральское звание в самом начале XVIII века и впоследствии включен в Табель о рангах, где соответствовал чину генерал-майора. Чин шаутбенахта имел Пётр I, в морских походах и сражениях использовавший иногда псевдоним «шаутбенахт Петр Михайлов». Находясь в этом чине, Петр I принял участие в морской битве со шведами при Гангуте (1714 год).
Не позднее 1732 года чин шаутбенахта был заменён чином контр-адмирала. В энциклопедическом словаре Брокгауза и Ефрона ошибочно указано, что чин шаутбенахта сохранился до начала царствования императрицы Елизаветы Петровны, то есть до 1741 года.